# Campionati italiani primaverili di nuoto 1981
I ventottesimi campionati italiani primaverili di nuoto si sono svolti a Como dal 27 al 29 marzo 1981. È stata utilizzata la vasca da 50 metri.

## Podi

### Uomini
| Evento               | Oro                                                                          | Tempo    | Argento                                                                                     | Tempo    | Bronzo                                                                                       | Tempo    |
| Stile libero         |                                                                              |          |                                                                                             |          |                                                                                              |          |
| 100 m                | Marcello Guarducci                                                           | 52"16    | Fabrizio Rampazzo                                                                           | 52"19    | Andrea Ceccarini                                                                             | 52"23    |
| 200 m                | Fabrizio Rampazzo                                                            | 1'53"05  | Giorgio Quadri                                                                              | 1'53"28  | Andrea Ceccarini                                                                             | 1'54"11  |
| 400 m                | Giorgio Quadri                                                               | 4'02"39  | Federico Silvestri                                                                          | 4'02"87  | Mauro Rodella                                                                                | 4'04"31  |
| 1500 m               | Renato Paparella                                                             | 15'45"50 | Ivan Gritti                                                                                 | 16'07"48 | Luca Pellegrini                                                                              | 16'17"68 |
| Dorso                |                                                                              |          |                                                                                             |          |                                                                                              |          |
| 100 m                | Giovanni Franceschi                                                          | 59"12    | Daniele Cerabino                                                                            | 1'00"22  | Stefano Corradi                                                                              | 1'00"37  |
| 200 m                | Paolo Falchini                                                               | 2'08"45  | Daniele Cerabino                                                                            | 2'09"25  | Stefano Corradi                                                                              | 2'10"01  |
| Rana                 |                                                                              |          |                                                                                             |          |                                                                                              |          |
| 100 m                | Carlo Travaini                                                               | 1'05"89  | Raffaele Avagnano                                                                           | 1'06"95  | Cesare Fabbri                                                                                | 1'07"54  |
| 200 m                | Cesare Fabbri                                                                | 2'27"59  | Raffaele Avagnano                                                                           | 2'27"97  | Rico Rolli                                                                                   | 2'28"74  |
| Farfalla             |                                                                              |          |                                                                                             |          |                                                                                              |          |
| 100 m                | Fabrizio Rampazzo                                                            | 56"12    | Fabio Bernardi                                                                              | 56"25    | Marco Tornatore                                                                              | 56"63    |
| 200 m                | Giulio Sartorio                                                              | 2'05"75  | Mauro Cappelletti                                                                           | 2'05"91  | Fabio Bernardi                                                                               | 2'05"96  |
| Misti                |                                                                              |          |                                                                                             |          |                                                                                              |          |
| 200 m                | Giovanni Franceschi                                                          | 2'06"56  | Maurizio Divano                                                                             | 2'10"03  | Andrea Ceccarini                                                                             | 2'10"82  |
| 400 m                | Giovanni Franceschi                                                          | 4'30"10  | Maurizio Divano                                                                             | 4'37"11  | Ivan Gritti                                                                                  | 4'38"22  |
| Staffette            |                                                                              |          |                                                                                             |          |                                                                                              |          |
| 4x100 m stile libero | FF. OO. Roma Riccardo Urbani Gianluca Giglietti Marco Colombo Giorgio Quadri | 3'30"95  | Nuotatori Milanesi Metello Savino Giovanni Franceschi Giuseppe Spalenza Raffaele Franceschi | 3'32"96  | Lazio Nuoto Andrea Ceccarini Carlo Rossato Selvanetti Alessandro Margheritini                | 3'37"27  |
| 4x200 m stile libero | FF. OO. Roma Marco Colombo Gianluca Giglietti Salvatore Nania Giorgio Quadri | 7'47"22  | Nuotatori Milanesi Raffaele Franceschi Metello Savino Giuseppe Spalenza Giovanni Franceschi | 7'48"91  | Fiat Ricambi Claudio Borlo Davide Mastrazzo Marco Bertinetti Mauro Rodella                   | 7'54"22  |
| 4x100 m misti        | FF. OO. Roma Marco Colombo Giorgio Lalle Riccardo Urbani Giorgio Quadri      | 3'55"17  | Nuoto 2000 Stefano Bellon Davide Peloso Marco Tornatore Fabrizio Rampazzo                   | 3'56"68  | Nuotatori Milanesi Giovanni Franceschi Piero Tenderini Giuseppe Spalenza Raffaele Franceschi | 3'56"97  |

### Donne
| Evento               | Oro                                                                           | Tempo   | Argento                                                                      | Tempo   | Bronzo                                                                    | Tempo   |
| Stile libero         |                                                                               |         |                                                                              |         |                                                                           |         |
| 100 m                | Cinzia Savi Scarponi                                                          | 59"28   | Maria Cristina Ponteprimo                                                    | 59"38   | Monica Vallarin                                                           | 59"53   |
| 200 m                | Monica Vallarin                                                               | 2'05"74 | Silvia Persi                                                                 | 2'07"19 | Roberta Felotti                                                           | 2'07"56 |
| 400 m                | Roberta Felotti                                                               | 4'22"67 | Elaine Bocchini                                                              | 4'26"55 | Maria Grazia Pandini                                                      | 4'26"64 |
| 800 m                | Roberta Felotti                                                               | 8'58"71 | Elaine Bocchini                                                              | 9'01"90 | Roberta Pavanello                                                         | 9'10"23 |
| Dorso                |                                                                               |         |                                                                              |         |                                                                           |         |
| 100 m                | Laura Foralosso                                                               | 1'05"71 | Daniela Ferrini                                                              | 1'06"21 | Grazia Colombo                                                            | 1'06"86 |
| 200 m                | Daniela Ferrini                                                               | 2'22"00 | Manuela Carosi                                                               | 2'24"06 | Laura Foralosso                                                           | 2'24"19 |
| Rana                 |                                                                               |         |                                                                              |         |                                                                           |         |
| 100 m                | Carlotta Tagnin                                                               | 1'13"98 | Monica Bonon                                                                 | 1'14"78 | Manuela Dalla Valle                                                       | 1'14"97 |
| 200 m                | Carlotta Tagnin                                                               | 2'42"31 | Sabrina Seminatore                                                           | 2'43"13 | Laura Belotti                                                             | 2'44"74 |
| Farfalla             |                                                                               |         |                                                                              |         |                                                                           |         |
| 100 m                | Cinzia Savi Scarponi                                                          | 1'02"67 | Manuela Dalla Valle                                                          | 1'05"88 | Francesca Locci                                                           | 1'06"01 |
| 200 m                | Cinzia Savi Scarponi                                                          | 2'20"17 | Fabiola Cinque                                                               | 2'22"71 | Rosanna La Torre                                                          | 2'24"23 |
| Misti                |                                                                               |         |                                                                              |         |                                                                           |         |
| 200 m                | Cinzia Savi Scarponi                                                          | 2'21"14 | Manuela Dalla Valle                                                          | 2'25"86 | Silvia Persi                                                              | 2'27"42 |
| 400 m                | Cinzia Savi Scarponi                                                          | 4'57"58 | Roberta Felotti                                                              | 5'00"41 | Martina Giuliani                                                          | 5'14"14 |
| Staffette            |                                                                               |         |                                                                              |         |                                                                           |         |
| 4x100 m stile libero | Fiat Ricambi Loretta Toja Elena Prato Monica Vallarin Roberta Pavanello       | 4'03"60 | Roma Nuoto Silvia Persi Manuela Carosi Banci Cinzia Savi Scarponi            | 4'03"83 | Lazio Nuoto Campitelli Tirocchi Nancini Elisabetta Fusi                   | 4'09"75 |
| 4x200 m stile libero | Fiat Ricambi Elena Prato Monica Palmieri Roberta Pavanello Monica Vallarin    | 8'43"18 | Roma Nuoto Banci Silvia Persi Cinzia Savi Scarponi Anna Amadori              | 8'44"62 | Nuoto Scaligero Fulvia Cornella Tomirotti Elaine Bocchini Roberta Felotti | 8'49"82 |
| 4x100 m stile misti  | Fiat Ricambi Donatella Bruno Roberta Lazzari Tiziana Rachetto Monica Vallarin | 4'27"03 | Roma Nuoto Manuela Carosi Martina Giuliani Cinzia Savi Scarponi Silvia Persi | 4'30"68 | Triestina Nuoto Irene Frangipani Sedmak De Toni Francesca Locci           | 4'35"94 |